# Straffälligenhilfe
Straffälligenhilfe bezeichnet als Sammelbegriff soziale Hilfen für Straftäter mit Bezug zu ihrer Delinquenz. Auch Hilfe für Angehörige von Straftätern zählt zur Straffälligenhilfe, wie auch die Unterstützung von Personen, die unschuldig in Untersuchungshaft, in ein Strafverfahren oder in den Strafvollzug geraten sind. Nicht nur persönliche Unterstützung ist Ziel der Straffälligenhilfe, sondern auch Rückfallprävention. Beide Aufträge sind in der Praxis gleichzeitig nicht ohne Schwierigkeit miteinander zu vereinbaren.
Institutionell gehören Bewährungshilfe, Gerichtshilfe, Jugendgerichtshilfe zur Straffälligenhilfe. Dazu kommen die Angebote der Freien Straffälligenhilfe wie (unter anderen): Täter-Opfer-Ausgleich, Freizeitangebote und Gesprächsangebote während des Strafvollzugs, Entlassungsvorbereitung, Wohnraumvermittlung und Betreutes Wohnen für Haftentlassene, Organisation gemeinnütziger Arbeit zur Vermeidung von Ersatzfreiheitsstrafen, Schuldenberatung, Suchtberatung, therapeutische Angebote für gewalttätige Sexualstraftäter. Die meisten Träger der Freien Straffälligenhilfe sind als gemeinnütziger Verein organisiert. 2015 gehörten 35 Prozent davon dem Paritätischen Wohlfahrtsverband an, 13 Prozent dem Diakonischen Werk, 17 Prozent dem Caritasverband und fünf Prozent der Arbeiterwohlfahrt.
Die Bundesarbeitsgemeinschaft für Straffälligenhilfe ist die einschlägige Fachorganisation.